# Sigfrid Siwertz
Sigfrid Siwertz (Stoccolma, 24 gennaio 1882 – Stoccolma, 26 novembre 1970) è stato uno scrittore svedese.
Debuttò nel 1905 con la raccolta di poesie I sogni della strada e, sotto l'influenza di Arthur Schopenhauer, scrisse alcuni racconti.
Durante un soggiorno a Parigi, nel 1907, venne a contatto con la filosofia di Henri Bergson: il frutto di questi incontri sono i due libri per ragazzi I pirati del Malar del 1915 e i pirati del mare del 1931, esaltazione molto vitale della volontà e del coraggio.
Le opere migliori di Siwertz vanno ricercate nella linea dell'indagine approfondita della società del tempo: il romanzo Destino di sparviere, del 1920, dove conduce una critica severa della società svedese del suo tempo, e la raccolta di novelle Compagni di viaggio, del 1930, fra le migliori della letteratura svedese moderna.

## Opere
- Gatans drömmar - I sogni della strada, del 1905
- Den unga lönnen, del 1906
- Margot med flera berättelser, del 1906
- Cirkeln, del 1907
- Indiansommar, del 1908
- De gamla, del 1909
- Hamn och haf, raccolta del 1911 (la novella Drömmen om barnet è stata trasposta in film nel 1932 col titolo Svarta rosor)
- Visdomständerna, del 1911
- Mälarpirater - I pirati del Malar, libro per ragazzi del 1911 (trasposto in film nel 1923, nel 1959 e nel 1987)
- Ämbetsmän på äfventyr, del 1912
- En strid på Defvensö, del 1913
- En flanör, del 1914
- De stora barnen, del 1915
- Eldens återsken, del 1916
- Lördagskvällar, del 1917
- Noveller - Novelle, del 1918
- Storm i vattenglas, del 1918
- Vindros, del 1919
- Dikter, del 1920
- Selambs, del 1920 (trasposto in serie televisiva dalla SVT nel 1979, col titolo Selambs)
- Ställverket, del 1921
- En handfull dun, del 1922
- Taklagsölet, del 1923
- Hem från Babylon, del 1923 (trasposto in film nel 1941, col titolo Hem från Babylon)
- Lata latituder, del 1924
- Vattenvärlden, del 1925
- Det stora varuhuset, del 1926
- En färd till Abessinien, del 1926
- Mälarberättelser, del 1927
- Jonas och draken, del 1928
- Reskamraterna, del 1929
- Ekotemplet, del 1930
- Trions bröllop, del 1930
- Det stora bygget, del 1930
- Änkeleken och andra berättelser, del 1931
- Jag har varit en tjuv, del 1931
- Saltsjöpirater - I pirati del mare, libro per ragazzi del 1931
- Lågan - Un delitto, dramma del 1932
- Två tidsdramer, del 1933
- Det sista äventyret, del 1935
- Jorden min hobby, del 1936
- Minnas, del 1937
- Skönhet, del 1937
- Det stora bullret, del 1938
- Spel på havet, del 1938
- Ett brott, del 1938 (romanzo trasposto in film nel 1940, col titolo Ett brott)
- Minne av Jacob Wallenberg, del 1938
- Jag fattig syndig, del 1939 (la novella Enhörningen è stata trasposta in film del 1955 con titolo omonimo)
- Mer än skuggor, del 1940
- Medelålders herre, del 1940
- Brutus - Bruto, del 1942
- Sex fribiljetter - Sei biglietti di favore, romanzo del 1943
- Samlade dikter, del 1944
- All världens äventyr i ett urval, del 1944
- Förtroenden, del 1945
- Lilla fru Alibi, del 1945
- Djami och vattenandarna, del 1945
- Spegeln med amorinerna, del 1947
- Klas och Bob, del 1947
- Att vara ung, del 1949
- Slottsfinal, del 1950
- Glasberget, del 1952 (romanzo trasposto in film nel 1953 con titolo omonimo e con Gustaf Molander come regista)
- Författaren Churchill, del 1952
- Stockholm möter våren, del 1952
- Min stad, del 1953
- Pagoden, del 1954
- Den goda trätan, del 1956
- Trådar i en väv, del 1957
- Korsade spår, del 1958
- Enhörningen och andra noveller, del 1958
- Fåfäng gå, del 1959
- Stockholms vattenvärld,l del 1959
- Det skedde i Liechtenstein, del 1961
- Adolf Törneros, del 1961
- Minnets kapriser - I capricci della memoria, raccolta di novelle del 1963
- Andromeda tur och retur - Andromeda, andata e ritorno, romanzo del 1964
- Trappan och Eurydike - La scala e Euridice, raccolta di novelle del 1966
- Nils Personne, del 1967
- Episodernas hus, del 1968
- Eldens återsken, del 1971